# Bocca di Sant' Antone
De Bocca di Sant' Antone (Col Saint-Antoine in het Frans) is een bergpas in de Castagniccia op het Franse eiland Corsica met een hoogte van 687 meter. De bergpas verbindt de streek Casacconi in het noorden met de streek Ampugnani in het zuiden.
De weg naar de pas (D15) start in het noorden in Barchetta in de vallei van de Golo op een hoogte van 91 meter. Vanuit het noorden is ook een meer indirecte route mogelijk, de D515. Deze stijgt eerst naar Campile (545 m) om dan via Crocicchia (615 m) en Ortiporio (665 m) de Bocca di Sant' Antone te bereiken.
Aan de zuidzijde zijn er maar liefst drie wegen die vanuit de vallei van de Pozzo Bianco (een zijrivier van de Fium Alto) naar de pas leiden. De meest directe route gaat over de D505 via Quercetto en Casabianca. Een tweede route gaat over de D405 via U Poghju Marinacciu en U Ghjucatoghju. De langste beklimming gaat via La Porta. Deze route gaat eerst via de D205 richting Bocca di u Pratu om bij La Porta de zacht stijgende D71 via U Ghjucatoghju tot de Bocca di Sant' Antone te nemen.
Op de pashoogte komen vier wegen samen (twee vanuit het noorden, twee vanuit het zuiden). Een vijfde weg gaat nog hoger, om de bergen Cima a u Borgu (930 m) en Cime de Penta Frescaja (1114 m) heen richting Piano en Vescovato.

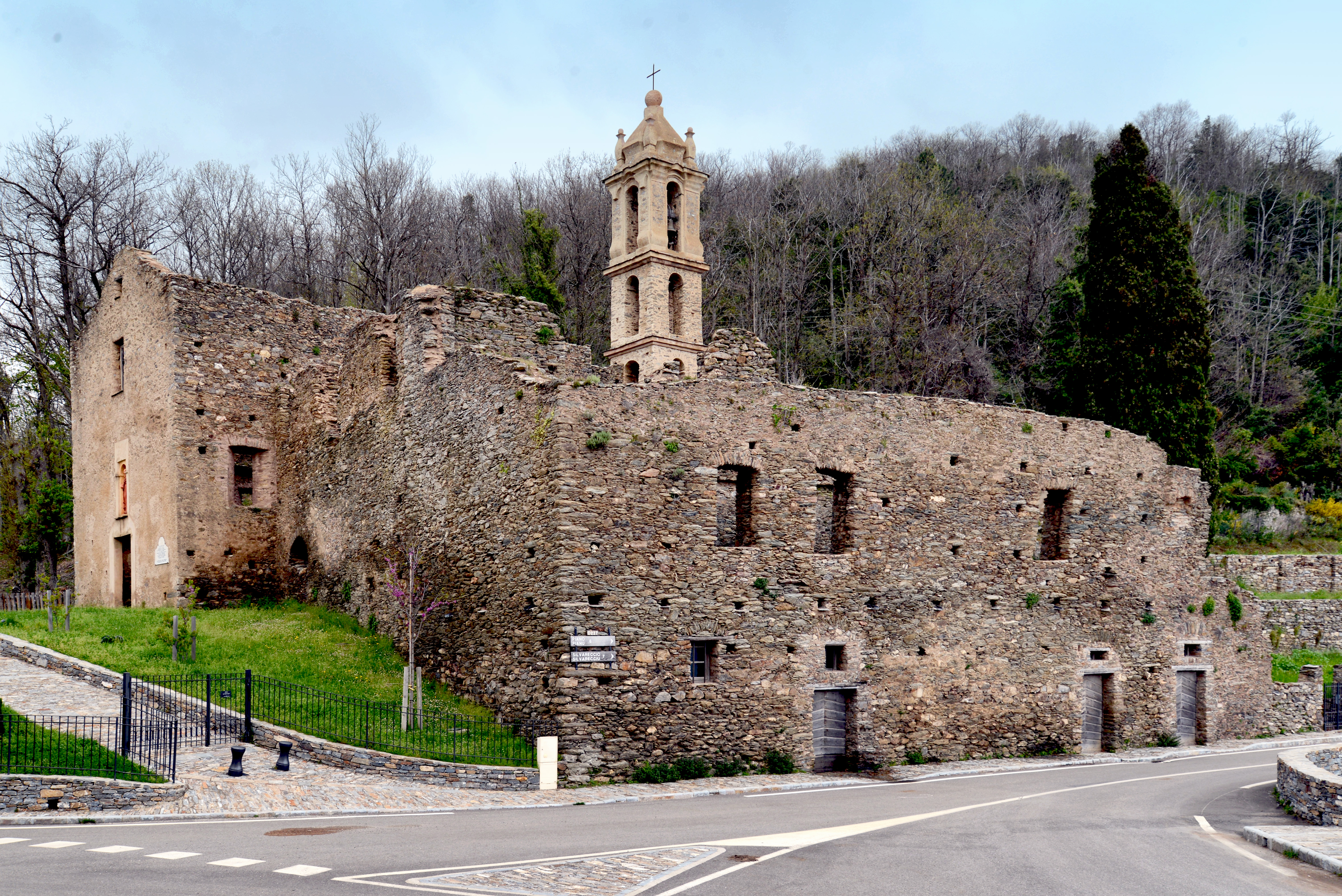
Ruïnes van het voormalige Sint-Antonius (Sant' Antone) klooster op de col

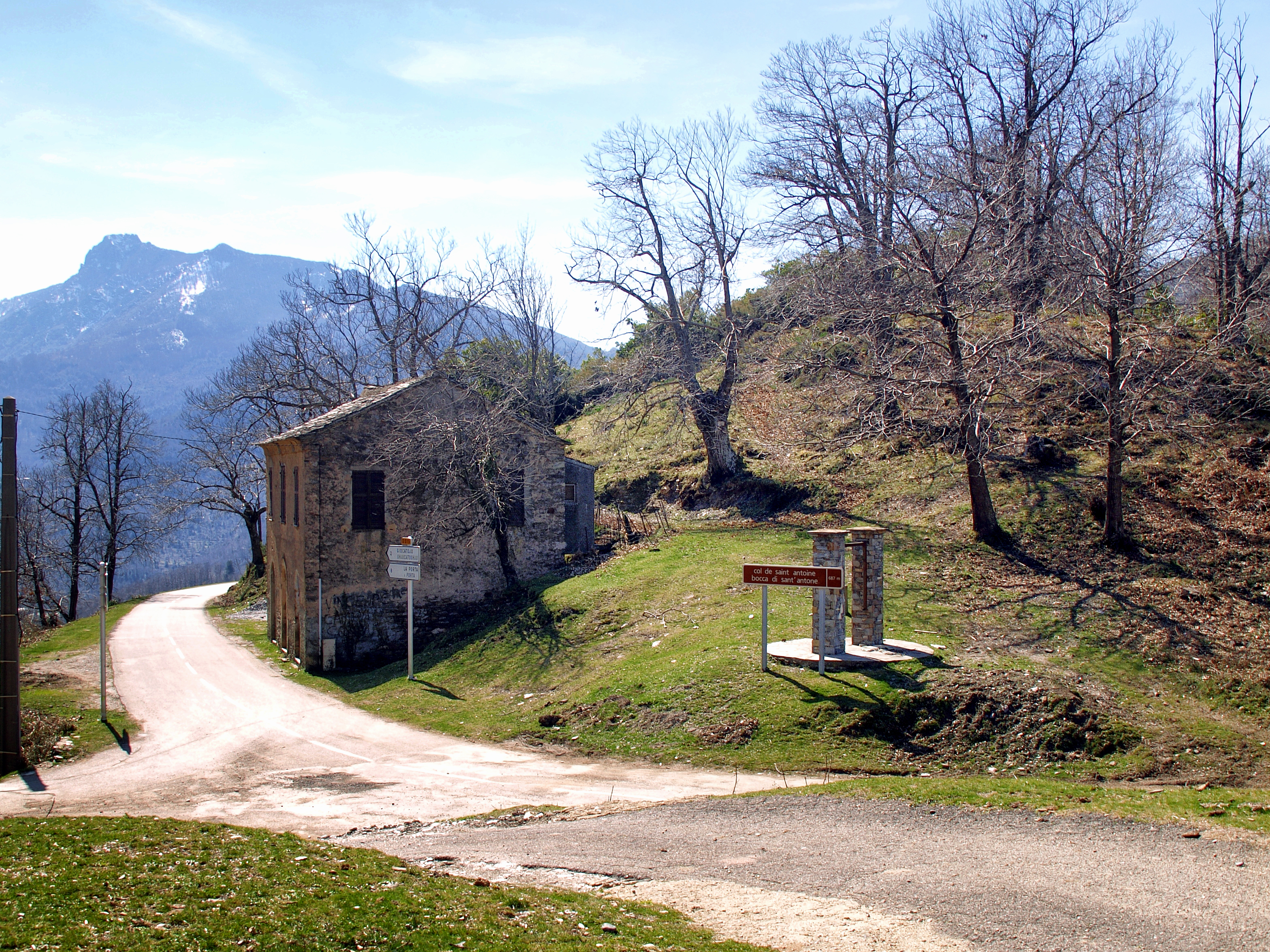
Zicht richting zuiden op de Bocca di Sant' Antone en de Monte San Petrone in de verte